# 渡辺えりか
渡辺 えりか（わたなべ えりか、本名横須賀 えりか、1978年4月28日 - 2018年4月20日)は、日本の元女子プロレスラー。北海道北見市出身。JWP女子プロレスに所属していた。橋本 真弥（はしもと まや）、ならびにマスクウーマンラウンドガールとしての活動で知られる。

## 経歴・戦歴
1998年1月23日、神奈川・川崎市体育館において、対春山香代子戦でデビュー。2月14日、「橋本真也に顔が似ている」という理由だけで「橋本真弥」に改名。当時から大食いとして知られ、1999年4月のTBSテレビ『金曜テレビの星!』の大食い王座決定戦で見事優勝する。8月の「マスクウーマン・フェスティバル」では「ラウンドガール」として登場。しかし同年11月29日、頭部負傷を理由に引退してしまう。
引退・結婚後しばらくして2001年にレフェリーとして再びリングに上がり、11月28日にフリーとして現役復帰。2002年6月16日に再びJWP所属となった。以後、渡辺えりかならびにラウンドガールとして活動。また、ラウンドガールの特異なキャラクターを活かし、休憩後のインフォメーション「えりりんの部屋」でも活躍した。
2005年5月15日の後楽園ホール大会で松尾永遠を破り、念願のJWPジュニア王者となったが、同年12月3日の江本敦子戦（於：新宿FACE）2003年7月20日には木村響子デビュー戦の相手になった。後に心臓の病気を理由に引退を表明。2006年1月7日にラウンドガール、1月22日（於：東京キネマ倶楽部）に渡辺えりかでそれぞれ引退試合を行った。
2013年9月に胃がんが判明。肝臓などに転移している状態で闘病中であったが、2018年4月20日早朝、自宅で死去。39歳没。

## 得意技
- チョップ
- 払い腰
- エルボードロップ
- スピアー
- ジャベ
- タニア／相手の両腕、両足を自分の両脇に抱えるバックブリーカー。リバースゴリースペシャルとほぼ同じだが、頭の上でなく肩の上に相手をかつぎ上げる。
- トルニージョR／相手の片足を片腕で取っての、スタンドでの変形ドラゴン・スリーパー
- えりりんロック／相手の腕を取りひっくり返して入るクルスフィックスホールド
- カスティゴアルクェヨ／ビクトル投げから首も決めにいく
- えりりんカッター／いわゆるSTO

## タイトル歴
- JWP認定ジュニア王座

## 入場テーマ曲
- 「For the Heroes」（春畑道哉）
- 「ライク・ア・ヴァージン」（マドンナ）＜ラウンドガール＞